# Dataunas
Dataunas (Datawnas; também vocalizado DTWNS) foi um rei de Axum que governou entre aproximadamente 260 e 270.  Durante este período ele e seu filho Zacarnas (vocalizado como ZQRNS) expandiram o território conquistado na Arábia chegando até a região de Zafar.   Dataunas também é mencionado com seu filho em uma inscrição em Almiçal no Iêmen erguida pelo rei Iacir Iuanim (Yasir Yuhan'im) de Himiar depois de derrotar pai e filho em batalha.  Depois desta derrota o Reino de Sabá foi finalmente incorporado a Himiar. 